# 7323 Robersomma
7323 Robersomma este un asteroid din centura principală de asteroizi.

## Descriere
7323 Robersomma este un asteroid din centura principală de asteroizi. A fost descoperit pe 22 septembrie 1979 la Observatorul de Astrofizică din Crimeea de Nikolai Cernîh. El prezintă o orbită caracterizată de o semiaxă mare de 3,20 ua, o excentricitate de 0,25 și o înclinație de 2,6° în raport cu ecliptica.